# Fredenbeck
Fredenbeck est une commune allemande de l'arrondissement de Stade, Land de Basse-Saxe.

## Géographie
Fredenbeck se situe dans le Geest de Stade. Son territoire comprend des tourbières et des forêts. Il est alimenté en eau par la Schwinge et d'autres petits cours d'eau.
| Heinbockel | Düdenbüttel | Stade   |
| Kutenholz  | Fredenbeck  | Deinste |
|            | Bargstedt   |         |

La commune comprend les quartiers de Fredenbeck, Schwinge et Wedel.

## Histoire
La commune est créée en juillet 1972 de la réunion des communes de  Groß Fredenbeck, Klein Fredenbeck, Schwinge et Wedel.